# Альфаретта (Джорджія)
Альфаретта (англ. Alpharetta) — місто (англ. city) в США, в окрузі Фултон штату Джорджія. Населення — 65 818 осіб (2020).

## Географія
Альфаретта розташована за координатами 34°4′14″ пн. ш. 84°16′33″ зх. д. / 34.07056° пн. ш. 84.27583° зх. д. (34.070648, -84.275907).  За даними Бюро перепису населення США в 2010 році місто мало площу 70,67 км², з яких 69,70 км² — суходіл та 0,97 км² — водойми.

### Клімат
| Клімат : Альфаретта   | Клімат : Альфаретта | Клімат : Альфаретта | Клімат : Альфаретта | Клімат : Альфаретта | Клімат : Альфаретта | Клімат : Альфаретта | Клімат : Альфаретта | Клімат : Альфаретта | Клімат : Альфаретта | Клімат : Альфаретта | Клімат : Альфаретта | Клімат : Альфаретта | Клімат : Альфаретта |
| Показник              | Січ.                | Лют.                | Бер.                | Квіт.               | Трав.               | Черв.               | Лип.                | Серп.               | Вер.                | Жовт.               | Лист.               | Груд.               | Рік                 |
| Середній максимум, °C | 10,2                | 12,6                | 17,4                | 21,9                | 25,5                | 29,4                | 30,6                | 30,3                | 27,2                | 22,0                | 16,7                | 11,6                | 21,3                |
| Середній мінімум, °C  | −1,3                | 0,1                 | 3,7                 | 7,5                 | 12,6                | 17,6                | 19,4                | 19,3                | 15,3                | 8,9                 | 3,4                 | 0,0                 | 8,9                 |
| Норма опадів, мм      | 101                 | 129                 | 115                 | 92                  | 109                 | 99                  | 123                 | 115                 | 111                 | 89                  | 105                 | 116                 | 1304                |
| Днів з опадами        | 9,8                 | 9,5                 | 9,0                 | 8,0                 | 9,0                 | 8,5                 | 10,2                | 8,7                 | 6,4                 | 6,4                 | 7,8                 | 9,6                 | 102,9               |
| Днів зі снігом        | 0,4                 | 0,4                 | 0,1                 | 0                   | 0                   | 0                   | 0                   | 0                   | 0                   | 0                   | 0                   | 0,1                 | 1,0                 |
| --------------------- | ------------------- | ------------------- | ------------------- | ------------------- | ------------------- | ------------------- | ------------------- | ------------------- | ------------------- | ------------------- | ------------------- | ------------------- | ------------------- |
| Джерело: NOAA         |                     |                     |                     |                     |                     |                     |                     |                     |                     |                     |                     |                     |                     |

## Демографія
Згідно з переписом 2010 року, у місті мешкала 57 551 особа в 21 742 домогосподарствах у складі 15 131 родини. Густота населення становила 814 особи/км².  Було 23029 помешкань (326/км²).
Расовий склад населення:
| - 70,0 % — білих - 13,4 % — азіатів - 10,9 % — чорних або афроамериканців - 0,2 % — корінних американців - 0,1 % — вихідців з тихоокеанських островів - 2,8 % — осіб інших рас |

До двох чи більше рас належало 2,7 %. Частка іспаномовних становила 8,5 % від усіх жителів.
За віковим діапазоном населення розподілялося таким чином: 28,8 % — особи молодші 18 років, 63,8 % — особи у віці 18—64 років, 7,4 % — особи у віці 65 років та старші. Медіана віку мешканця становила 36,8 року. На 100 осіб жіночої статі у місті припадало 95,1 чоловіків;  на 100 жінок у віці від 18 років та старших — 91,9 чоловіків також старших 18 років.
Середній дохід на одне домашнє господарство  становив 121 847 доларів США (медіана — 92 839), а середній дохід на одну сім'ю — 134 555 доларів (медіана — 110 000). Медіана доходів становила 81 810 доларів для чоловіків та 56 214 долари для жінок. За межею бідності перебувало 6,4 % осіб, у тому числі 9,5 % дітей у віці до 18 років та 5,9 % осіб у віці 65 років та старших.
Цивільне працевлаштоване населення становило 30 640 осіб. Основні галузі зайнятості: науковці, спеціалісти, менеджери — 23,8 %, освіта, охорона здоров'я та соціальна допомога — 17,4 %, фінанси, страхування та нерухомість — 12,2 %, роздрібна торгівля — 9,3 %.